# 猪突猛進
| ウィキペディアには「猪突猛進」という見出しの百科事典記事はありません（タイトルに「猪突猛進」を含むページの一覧/「猪突猛進」で始まるページの一覧）。 代わりにウィクショナリーのページ「猪突猛進」が役に立つかもしれません。 |